# Munkácsy Mihály-díj
A Munkácsy Mihály-díj a kiemelkedő képzőművészeti tevékenység elismerésére adható magyar állami kitüntetés. A Minisztertanács alapította 1950-ben és rendszerint évente, március 15-én adományozzák.

## Története
1950-ben alapították, eredetileg a szocialista-realista művészetben nagyot alkotók kitüntetésére. A díjnak 1977-ig három fokozata volt.
A díj adományozásának célját és a vele járó jutalmakat a 49/2012. (XII. 15.) EMMI rendelet szabályozta. Ennek értelmében a Munkácsy Mihály-díj, kiemelkedő képzőművészeti tevékenység elismerésére adományozható és azt évente, március 15-én, legfeljebb hét személy kaphatja meg. A díjazottak személyére egy öttagú bizottság javaslata alapján, az emberi erőforrások minisztere dönt. A díjat újraszabályozta a 26/2016. (IX. 8.) EMMI rendelet, ami azonban a fenti szabályokon nem módosított. A 2016-os szabályozás pusztán annyiban tér el elődjétől, hogy a díj adományozására javaslatot tevő bizottság tagjait, ettől kezdve, a miniszter nem öt, hanem négy évre kérte fel.

### Problémák a díjazottak körül
A 2019. évi díj átadása után Krajcsovics Éva festőművész bejelentette kilépését a szakmai kuratóriumból, mivel állítása szerint a kuratórium által felterjesztett listát a minisztérium olyan mértékben változtatta meg, ami számára már vállalhatatlan. Elmondás szerint a kuratórium által a díjra javasolt 14 művész közül heten végül nem kaptak díjat, helyettük hét másik személy került a díjazottak közé, egyebek mellett olyanok, akik a szakmai kuratóriumtól egyáltalán nem kaptak szavazatot. Elmondása szerint még olyan személy is kapott díjat, aki eredetileg a felterjesztettek között sem szerepelt, a szakmai kuratórium által egyhangúlag és első helyen javasolt személy pedig kikerült a díjazottak közül.
2025-ben a Vészabó Noémi festőművésznek odaítélt díj miatt a kuratórium teljes tagsága lemondott. A hattagú bizottság így akart elhatárolódni Hankó Balázs kulturális és innovációs miniszter döntésétől, amely szerintük egy amatőr, vásári szintű festőt díjazott, aki még az első körös, 150 fős jelölti listán sem szerepelt, valamint a végleges 14-es listáról is csak ketten kapták meg a díjat. Az esettel kapcsolatban Krnács Ágota képzőművész kezdeményezésére petíció indult a szakmailag méltatlan kitüntetés visszavonására, amelyet két hét alatt több mint 1700-an írták alá.

## Leírása
A kitüntetett adományozást igazoló okiratot és érmet, valamint pénzjutalmat kap.
Az érem kerek alakú, bronzból készült, átmérője 80, vastagsága 8 milliméter. Az érem Kiss György szobrászművész alkotása, egyoldalas, Munkácsy Mihály domború arcképét ábrázolja, és MUNKÁCSY MIHÁLY-DÍJ felirattal van ellátva.
A pénzjutalom az illetményalap harmincszorosának megfelelő pénzösszeg.

## 2025
- Albrecht Júlia képzőművész, festő, művésztanár;
- Borbás Márton Gergely szobrászművész, az Artamijo Kft. ügyvezetője;
- Decsi Ilona Luca, grafikusművész;
- Polgár Botond szobrászművész, a Magyar Képzőművészeti Egyetem Szobrász Tanszékének tanszékvezetője és egyetemi adjunktusa;
- R. Törley Mária szobrászművész;
- Tuzson-Berczeli Péter festőművész, grafikus, a Magyar Művészeti Akadémia köztestületi tagja;
- Vészabó Noémi festőművész.

## 2024
- Babusa János szobrászművész;
- Bánki Ákos festőművész;
- Nagy Barbara képzőművész, a Magyar Képzőművészeti Egyetem adjunktusa;
- Nagy Gabriella festőművész;
- Pelles Róbert festőművész;
- Szerényi Gábor grafikusművész;
- Uray-Szépfalvi Ágnes festőművész, a Budapesti Metropolitan Egyetem óraadó tanára.

## 2023
- Adorján Attila festőművész,
- Árkossy István festőművész, grafikus,
- Farkas Ferenc szobrászművész, a Zalaegerszegi Ady Endre Általános Iskola, Gimnázium és Alapfokú Művészetoktatási Intézmény tanára,
- Incze Mózes festőművész,
- Máriás Béla (drMáriás) festőművész, a Gyógyművészet Kft. ügyvezetője,
- Szkok Iván festőművész, szobrászművész,
- Wrobel Péter festőművész.

## 2022
- Erdei Kvasznay Éva festőművész,
- Ernszt András festőművész, a Pécsi Tudományegyetem, Művészeti Kar tanszékvezető oktatója,
- Koronczi Endre képzőművész,
- Matl Péter szobrászművész,
- Széchy Beáta nyugalmazott képzőművész,
- Szegedi Csaba festőművész, a Moholy-Nagy Művészeti Egyetem egyetemi docense,
- Veres Gábor nyugalmazott szobrászművész.

## 2021
- Budaházi Tibor festőművész, a Magyar Művészeti Akadémia köztestületi tagja
- Németh Ágnes képzőművész
- Pálfy Gusztáv szobrászművész
- Varga Patricia Minerva festőművész
- Tóth Béla szobrászművész
- Veszely Ferenc festőművész
- Gál András festőművész

## 2020
- Baky Péter festőművész, a Magyar Művészeti Akadémia nem akadémikus tagja
- Bíró Lajos szobrászművész
- Blaskó János szobrászművész
- Fazekas Magdolna festőművész
- Gajzágó Sándor festő- és grafikusművész
- Kéri Mihály festőművész
- Lebó Ferenc szobrászművész, a Magyar Művészeti Akadémia nem akadémikus tagja

## 2019
- Gálhidy Péter szobrászművész, a Magyar Képzőművészeti Egyetem Szobrász Tanszékének művésztanára
- Ilyés István szobrászművész
- Juha Richárd szobrászművész
- Kotormán Norbert képzőművész
- Lieber Erzsébet DLA képzőművész, a Kaposvári Egyetem egyetemi docense
- Mészáros Géza festőművész
- Olescher Tamás festőművész
- Őry Annamária festőművész
- Párkányi Péter szobrászművész
- Pogány Gábor Benő szobrászművész
- Rényi Katalin festőművész, tervezőgrafikus
- Sz. Varga Ágnes festőművész, grafikus
- Takács Tamás Péter tervezőgrafikus-művész
- Varga-Amár László festőművész, a Szent Gellért Katolikus Gimnázium tanára

## 2018
- Balogh Gyula festőművész
- Hajdú Kinga a Magyar Képzőművészeti Egyetem Képző- és Iparművészeti Szakgimnázium és Kollégium festő-és művésztanára
- Hérics Nándor tervező-grafikusművész
- Iski Kocsis Tibor festőművész, a Viltin Galéria művészeti vezetője
- Menasági Péter DLA szobrászművész, a Magyar Képzőművészeti Egyetem egyetemi adjunktusa
- Révész László László képzőművész, a Magyar Képzőművészeti Egyetem osztályvezető mestere
- Serényi H. Zsigmond festőművész, grafikus

## 2017
- Csurka Eszter, képzőművész
- Kéri László, festőművész
- Nemere Réka, festőművész
- Szakáll Ágnes, festőművész
- Szmrecsányi Boldizsár – Boldi, szobrászművész
- Verebes György, festőművész, a Szolnoki Művészeti Egyesület művészeti vezetője

## 2016
- Asztalos Zsolt, képzőművész, művészeti vezető,
- Haász Ágnes, grafikusművész,
- Kelemen Zénó, szobrászművész,
- Nagy Gábor Mihály NAGÁMI, szobrászművész,
- Ötvös Zoltán DLA, festőművész, a Magyar Képzőművészeti Egyetem egyetemi adjunktusa,
- Szabó Ábel, festőművész,
- Tóth Csaba, festőművész, a Nyugat-magyarországi Egyetem főiskolai docense

## 2015
- Foster Colin szobrászművész
- Lajta Gábor festőművész
- Lux Antal festőművész, grafikus
- Pál Csaba festőművész, grafikus
- Dr. Somody Péter festőművész, egyetemi tanár
- Szőcs Miklós TUI szobrászművész
- Wierdl Zsuzsanna festő-restaurátor művész

## 2014
- Babinszky Csilla képzőművész
- Cseke Szilárd Dezső képző- és festőművész
- Filp Csaba festőművész
- Koroknai Zsolt képzőművész
- Kósa János festőművész
- Mózer Erzsébet grafikai restaurátorművész
- Pető Hunor képzőművész

## 2013
- Nikmond Beáta szobrászművész
- Erős Apolka szobrászművész
- Mayer Éva képzőművész
- Dréher János festőművész
- Kligl Sándor szobrászművész
- König Róbert grafikusművész
- Tasnádi József Sándor médiaművész

## 2012
- Somogyi György festőművész
- Méhes Loránt képzőművész
- Daradics Árpád képzőművész
- Erőss István grafikusművész
- Soó Zöld Margit festőművész
- Kelemen Károly festőművész
- Beöthy Balázs médiaművész
- Nagy Gábor György grafikusművész
- Diénes Attila szobrászművész
- Lakatos Pál Sándor szobrászművész
- Kóthay Gábor tervezőgrafikus művész
- Barnásné Réti Tünde restaurátorművész
- Pál Péter képzőművész, restaurátor

## 2011
- Bernáth(y) Sándor, képzőművész, zenész
- Gáll Ádám, festőművész
- Hertay Mária, grafikusművész
- Kis Tóth Ferenc, festőművész
- Kolozsi Tibor, szobrász
- Németh Hajnal, képzőművész
- Pataki Tibor, grafikusművész
- Pirk László, festőművész
- Pistyur Imre, szobrászművész
- Szabó György, szobrászművész
- Sóváradi Valéria, grafikusművész
- Szentgyörgyi Edit, restaurátorművész MNG
- Uglár Csaba, képzőművész

## 2010
- Csutak Magda, képzőművész
- Drabik István, szobrászművész
- Ef Zámbó István, képzőművész
- Gyenis Tibor, képzőművész
- Kalmár János, szobrászművész
- Koncz András, festőművész
- Laurentzy Mária, festő-restaurátorművész
- Matzon Ákos, festőművész
- Szász György, szobrászművész
- Szegedy-Maszák Zoltán, médiaművész
- Tepes Ferenc, tervezőgrafikus művész
- Varga Ferenc, szobrászművész
- Vető János, képzőművész

## 2009
- Csáji Attila képzőművész
- Erdélyi Gábor festőművész
- Gábor Imre grafikusművész
- Gerendy Jenő tervező-grafikusművész
- Hadik Gyula szobrászművész
- Halász András festőművész
- Madácsy István grafikusművész
- Nagy Árpád festőművész
- Nyári István festőművész
- Radovics Krisztina faszobrász-restaurátorművész
- Szabó Ádám szobrászművész
- Szabó Dezső képzőművész
- Ütő Gusztáv képzőművész

## 2008
- Baráz Tamás szobrászművész
- Bullás József festőművész
- Jeszeniczky Ildikó festő-restaurátor művész
- Kis Varsó művészpáros: Gálik András és Havas Bálint képzőművészek
- Kiss Ilona grafikusművész
- Kisspál Szabolcs képzőművész
- Lakner Antal képzőművész
- Nagy Csaba képzőművész
- Nagy István festőművész
- Sass Valéria szobrászművész
- Szombathy Bálint képzőművész, művészeti író
- Vinczeffy László sepsiszentgyörgyi képzőművész

## 2007
- Berhidi Mária szobrászművész
- Csemniczky Zoltán szobrászművész
- Csontó Lajos képzőművész, az Eszterházy Károly Főiskola docense
- El-Hassan Róza képzőművész
- Friedrich Ferenc szobrászművész
- Július Gyula képzőművész
- Kőmíves István tervezőgrafikus-művész
- Kovács Péter Balázs festőművész
- Mengyán András képzőművész, professzor
- Szalai Veronika restaurátor
- Szentjóby Tamás képzőművész
- Szentpétery Ádám szlovákiai magyar képzőművész
- Szily Géza festőművész

## 2006
- Balogh László, festőművész
- Benczúr Emese, képzőművész
- Bogdándy Szultán, képzőművész
- Hopp-Halász Károly, festő, szobrász,  képzőművész, a Paksi Képtár akkori, alapító vezetője
- Kázik Márta, a Magyar Nemzeti Galéria Régi Magyar Gyűjtemény festőrestaurátor-művésze
- Krizbai Sándor, festő
- Lipcsey György, dunaszerdahelyi szobrászművész
- Muzsnay Ákos, grafikusművész
- Pál Zoltán, szobrászművész
- Püspöky István, grafikusművész
- Sugár János, képzőművész, a Magyar Képzőművészeti Egyetem Intermédia Tanszék egyetemi adjunktusa
- Székely Kálmán, tervezőgrafikus-művész
- Tót Endre, Kölnben élő festőművész

## 2005
- Boromisza Péter, festő-restaurátorművész
- Chilf Mária, festőművész
- Deli Ágnes, szobrász
- Fischer György, szobrász
- Gallusz Gyöngyi, grafikus
- Gerhes Gábor, képzőművész
- Király Ferenc, lendvai szobrászművész
- Lelkes László, tervezőgrafikus
- Palkó Tibor, festőművész
- Szűcs Attila, festőművész
- Türk Péter, festőművész
- Újváry Lajos, festőművész
- Vincze Ottó, festőművész

## 2004
- Bartusz György, képzőművész
- Birkás István, festőművész
- Holdas György, szobrászművész
- Húber András, szobrászművész
- Imre Mariann, képzőművész
- Kovács Attila, festőművész
- Osgyányi Vilmos, restaurátorművész (megosztva)
- Regős István, festőművész
- Sulyok Gabriella, grafikusművész
- Sütő József, restaurátorművész (megosztva)
- Szíj Kamilla, grafikusművész
- Veress Sándor László, festőművész
- Véssey Gábor, festőművész
- Wagner János, festőművész

## 2003
- Ifj. Bóna István, festőrestaurátor-művész
- Butak András, grafikusművész
- Drozdik Orsolya, képzőművész
- Gábor Éva Mária, szobrászművész
- Hajdú László, festőművész
- Jakobovits Miklós, nagyváradi festőművész
- Karátson Gábor, festőművész
- Ócsai Károly, szobrászművész
- Rácmolnár Sándor grafikus
- Rozmann Ágnes, tervezőgrafikus-művész
- Sebestyén Zoltán, festőművész
- Trombitás Tamás, festőművész
- Zsemlye Ildikó, szobrászművész

## 2002
- Ádám Zoltán, képzőművész
- Aknay János, festőművész
- Bereznai Péter, képzőművész
- Borgó György Csaba, festőművész
- Forrai Kornélia, restaurátorművész
- Haász István, festőművész
- Hegedűs 2 László grafikusművész
- Helényi Tibor, grafikusművész
- Karmó Zoltán, szobrászművész
- Somorjai Kiss Tibor, grafikusművész
- Ujvárossy László, képzőművész
- Várady Róbert, festőművész
- Varga Éva, szobrászművész

## 2001
- Baksai József, festőművész
- Csörgő Attila, képzőművész
- Faa Balázs, grafikusművész
- Görbe Katalin, restaurátorművész
- Krajcsovics Éva, festőművész
- Mayer Berta, festőművész
- Móder Rezső, szobrászművész
- Németh Ilona, dunaszerdahelyi képzőművész
- Olajos György, grafikusművész
- Oláh György, grafikusművész
- Szemadám György, festőművész
- Tenk László, festőművész
- Várnai Gyula, szobrászművész

## 2000
- Baráth Ferenc, tervezőgrafikus
- Bernát András, festőművész
- Deák Ferenc grafikus és könyvművész
- Eisenmayer Tiborné, restaurátorművész
- Gádor Magda, szobrászművész
- Hann Ferenc, művészettörténész
- Kopasz Tamás, festőművész
- Szabó Tamás, szobrászművész
- Szotyory László, festőművész
- Véső Ágoston, festőművész

## 1999
- Andrási Gábor, művészettörténész
- Barabás Márton (képzőművész)
- Bocz Gyula, szobrászművész
- Dabrónaki Béla, képzőművész
- Gellér B. István, képzőművész
- Jovián György, festőművész
- Kováts Albert, festőművész
- Lévay Jenő, grafikusművész
- M. Novák András, festőművész
- Valkó László, festőművész

## 1998
- Elekes Károly, képzőművész
- Halbauer Ede, grafikusművész
- Heritesz Gábor, képzőművész
- Kéri Ádám, festőművész
- Kőnig Frigyes, festő- és grafikusművész
- Márkus Péter, szobrászművész
- Péter Ágnes, szobrászművész
- Prutkay Péter, grafikusművész
- Vilhelm Károly, festőművész
- Vojnich Erzsébet, festőművész

## 1997
- Gerber Pál, festőművész
- Kótai Tamás, grafikusművész
- Körösényi Tamás, szobrászművész
- Lengyel András, festőművész
- Megyik János, szobrászművész
- Menráthné Hernádi Szilvia, restaurátorművész
- Orosz Péter, szobrászművész
- Pataki Gábor, művészettörténész
- Pócs Péter, tervezőgrafikus
- Szurcsik József, grafikusművész

## 1996
- Budahelyi Tibor, szobrászművész
- Felvidéki András, tervezőgrafikus
- Halmy Miklós, festőművész
- Kungl György, szobrászművész
- Major János, grafikusművész
- Meszlényi János, szobrászművész
- Molnár László József, grafikusművész
- Molnár Péter, festőművész
- Petheő Károly, restaurátorművész
- Romváry Ferenc, művészettörténész

## 1995
- Bartl József festőművész
- Benes József grafikusművész
- Felsmann Tamás tervezőgrafikus
- Kéri Imre grafikusművész
- Maurer Dóra grafikusművész
- Palotás József szobrászművész
- Roskó Gábor festőművész
- Stefanovits Péter festő- és grafikusművész
- Tolvaly Ernő festőművész
- Záborszky Gábor festő- és grafikusművész

## 1994
- Balás Eszter szobrászművész
- Balázs-Piri Balázs karikaturista
- Bikácsi Daniela festőművész
- Gaál Tamás szobrászművész
- Gémes Péter grafikusművész
- Kulinyi István grafikusművész
- Pankaszi István restaurátorművész
- ifj. Pál Mihály szobrászművész
- Szikora Tamás festőművész
- Végh András festőművész

## 1993
- Bakos Ildikó szobrászművész
- Birkás Ákos festőművész
- Fehér László festőművész
- Lantos Ferenc festőművész
- Lois Viktor festőművész
- Orosz István tervezőgrafikus
- Pauer Gyula szobrászművész
- Réber László grafikusművész
- Wahorn András grafikusművész
- Wehner Tibor művészettörténész

## 1992
- Árendás József, tervezőgrafikus
- Csikai Márta, szobrászművész
- Katona Zsuzsa, szobrászművész
- Kicsiny Balázs, festőművész
- Konkoly Gyula, festőművész
- Kovács László, festőművész
- Mata Attila, szobrászművész
- Menráth Péter, restaurátorművész
- Molnár Sándor, festőművész
- Šwierkiewicz Róbert, festő- és grafikusművész

## 1991
- Gaál József grafikusművész
- Házi Tibor üvegtervező iparművész
- Hegyi Lóránd művészettörténész
- Károlyi Zsigmond festőművész
- Mezei Gábor belsőépítész
- Polgár Rózsa textilművész
- Szentkirályi Miklós restaurátorművész
- Tettamanti Béla grafikusművész, karikaturista
- Várnagy Ildikó szobrászművész
- Zala Tamás formatervező iparművész

## 1990
- Dudás László, ipari formatervező művész
- Erdélyi Eta, festőművész
- feLugossy László, festőművész
- Kecskeméti Sándor, keramikusművész
- Keserü Katalin, művészettörténész
- Molnár Kálmán, tervezőgrafikus
- Nagy Judit, iparművész
- Pintér Attila, restaurátorművész
- Samu Géza, szobrászművész
- Sárváry Katalin, textiltervező iparművész
- Szirtes János, festő- és grafikusművész
- Torma Istvánné, keramikusművész
- Tornay Endre András, szobrászművész
- Tölg-Molnár Zoltán, festőművész

## 1989
- Beke László, művészettörténész
- Bodóczky István, festőművész
- Bukta Imre, képzőművész
- Droppa Judit, textilművész
- El Kazovszkij, festőművész
- Galántai György, grafikusművész, szobrászművész
- Gáti Gábor, szobrászművész
- Péter Vladimir, ötvösművész
- Pinczehelyi Sándor, grafikusművész
- Schinagl Gábor, belsőépítész

## 1988
- Attalai Gábor, textilművész
- Bak Imre, festőművész
- Baranyay András, grafikusművész
- Galambos Tamás, festőművész
- Hager Ritta, textilművész
- Harasztÿ István, szobrászművész
- Horváth László, keramikusművész
- Jancsó Miklós, formatervező iparművész
- Kiss György, szobrászművész
- Néray Katalin, művészettörténész
- Somogyi Győző, grafikusművész
- Varga Dezső, restaurátorművész

## 1987
- Almásy Aladár, grafikusművész
- Antal Pál, tervezőgrafikus
- Bozsó János, festőművész
- Buczkó György, üvegtervező iparművész
- Demjén Imre, formatervező iparművész
- Földi Péter, festőművész
- Józsa Bálint, szobrászművész
- Kecskés Ágnes, textilművész
- Lente István, restaurátorművész
- Lőrinczi Edit, belsőépítész
- Marosits István, szobrászművész
- Németh Lajos, művészettörténész
- Szentirmai Zoltán, szobrászművész
- Újházi Péter, festőművész

## 1986
- Cziráki Lajos, festőművész
- Györfi Sándor, szobrászművész
- Janáky Viktor, keramikusművész
- Kovalovszky Márta, művészettörténész
- Lelkes Péter, formatervező iparművész
- Lévai Sándor, díszlettervező iparművész
- Móré Miklós, restaurátorművész
- Nádler István, festőművész
- Széchenyi Lenke, textilművész
- Takács Erzsébet, szobrászművész
- Tankó Judit, textilművész
- Váli Dezső, festőművész

## 1985
- Cserny József formatervező iparművész
- Deim Pál festőművész
- Fajó János festőművész
- Kemény György tervezőgrafikus
- Kocsis Imre festő- és grafikusművész
- Kovács Imre grafikusművész
- Kovács Péter festő- és grafikusművész
- Németh Gábor restaurátorművész
- Pauli Anna textilművész
- Szabó Albert textilművész
- Székely András művészettörténész
- Szekeres Mihály belsőépítész

## 1984
- Bohus Zoltán, szobrászművész, üvegtervező
- Bráda Tibor, festőművész
- D. Fehér Zsuzsa, művészettörténész
- Heinzelmann Emma, grafikusművész
- Kátai Mihály, festőművész, zománcművész
- Keserü Ilona, festőművész
- Lissák György, formatervező iparművész
- Polgár Ildikó, keramikusművész
- Szabolcs Péter, szobrászművész
- Szilágyi Júlia, textilművész
- Vadas József, művészeti író
- Váró Márton, szobrászművész

## 1983
- E. Pászthy Magda textilművész
- Farkas Ádám szobrászművész
- Kárpáti Tamás festőművész
- Kovács Péter művészettörténész
- Lacza Márta grafikusművész
- Lugossy Mária szobrászművész
- Nagy B. István festőművész
- P. Szűcs Julianna művészettörténész
- Sáros András Miklós grafikusművész
- Seregély Márta keramikusművész
- Szalatnyay József festőművész
- Tóth Valéria szobrászművész

## 1982
- Banga Ferenc, grafikusművész
- Bod Éva, keramikusművész
- Bors István, szobrászművész
- Bujdosó Ernő festőművész
- Domanovszky György, művészettörténész
- Finta József tervezőgrafikus
- Horváth Márton, üvegtervező iparművész
- Király László, belsőépítész
- Miklós Pál, művészettörténész
- Tóth Sándor, szobrászművész

## 1981
- Brád András, ruhatervező iparművész
- Buzás Árpád, textilművész
- Czinder Antal, szobrászművész
- Deés Enikő, divattervező iparművész
- Horváth István, belsőépítész
- Karmazsin László, formatervező iparművész
- Kovács Tamás, grafikusművész
- Lóránt Zsuzsa, szobrászművész
- Mazsaroff Miklós, festőművész
- Péreli Zsuzsa, textilművész
- Rátonyi József, szobrászművész
- Szentgyörgyi József, festőművész
- Zombory Éva, tervezőgrafikus

## 1980
- Bartók Éva, textilművész
- Borbás Tibor, szobrászművész
- Dienes Gábor, festőművész
- Diószegi Balázs, festőművész
- Fürtös György, keramikusművész
- Horváth György, művészettörténész
- Minya Mária keramikusművész
- Molnár Árpád, formatervező iparművész
- Nagy Gábor, festőművész
- Paizs László, festő- és szobrászművész
- Szabados János, festőművész
- Veszprémi Imre, szobrászművész

## 1979
- Bálványos Huba, grafikusművész
- Benedek György, szobrászművész
- Geszler Mária, keramikusművész
- Mihály Gábor, szobrászművész
- Nádas László, formatervező iparművész
- Nagy Sándor szobrászművész
- Pölöskei József, ötvösművész
- Schey Ferencné, ruhatervező iparművész
- Schmal Károly, tervezőgrafikus
- Szöllőssy Enikő, szobrászművész
- Tóth Tibor Pál, belsőépítész

## 1978
- Ágotha Margit, grafikusművész
- Csavlek András, festőművész
- Finta László, formatervező iparművész
- Gráf Károlyné, textilművész
- Gyarmathy Ágnes, jelmeztervező
- Janzer Frigyes, szobrászművész
- Kelemen József, formatervező iparművész
- Mészáros András, karikaturista
- Papachristos Andreas, szobrászművész
- Potyondi Margit, belsőépítész
- Rétfalvi Sándor, szobrászművész
- Schéner Mihály, festőművész
- Szathmáry Gyöngyi, szobrászművész

## 1977
- Cságoly Klára, textilművész
- Frank János, művészettörténész
- Konyorcsik János, szobrászművész
- R. Fürtös Ilona, textilművész
- Sajdik Ferenc, grafikusművész, karikaturista
- Szekeres Károly, keramikusművész
- Szemethy Imre, grafikusművész
- Túry Mária, festőművész

## 1976
I. fokozat
- Fóth Ernő, festőművész
- Németh József, festőművész
- Szabó István, szobrászművész

II. fokozat
- Bereczky Lóránt, művészettörténész
- E. Bokor Kornélia, ötvösművész
- Fabók Gyula, festőművész
- Gyurcsek Ferenc, szobrászművész
- Kádár János Miklós, festőművész
- Mészáros Mihály, szobrászművész
- Mózer Pál, belsőépítész
- Szabados Árpád, grafikusművész

III. fokozat
- Barczi Pál, grafikusművész
- Benkő Ilona, keramikusművész
- Brenner György, grafikusművész, karikaturista
- Vörös Irén, textilművész

## 1975
I. fokozat
- Bedécs Sándor, belsőépítész
- Gacs Gábor, grafikusművész
- Vasas Károly, szobrászművész

II. fokozat
- Hajnal Gabriella, textilművész
- Heincz Bogdán, formatervező iparművész
- Hézső Ferenc, festőművész
- Jajesnicza Róbert, ötvösművész

III. fokozat
- Berki Viola, festőművész
- Imre Julianna, textilművész
- Kajári Gyula, grafikusművész
- Kő Pál, szobrászművész
- Melocco Miklós szobrászművész
- Rozanits Tibor, grafikusművész
- Szabó Marianne, textilművész
- Szalóky Sándor, festőművész

## 1974
I. fokozat
- Kiss Sándor szobrászművész
- Mikó Sándor belsőépítész
- Szandai Sándor szobrászművész

II. fokozat
- Bér Rudolf festőművész
- Miskolczi László festőművész
- Solti Gizella textilművész
- Vasvári Anna karikaturista

III. fokozat
- Asszonyi Tamás szobrászművész
- Bognár Árpád grafikusművész
- Csíkszentmihályi Róbert szobrászművész
- Gácsi Mihály grafikusművész
- Szenes Zsuzsa textilművész

## 1973
I. fokozat
- Huszár Imre, szobrászművész
- Ruzicskay György, festőművész

II. fokozat
- Gyulai Líviusz, grafikusművész
- Kamotsay István, szobrászművész
- Lenkey Zoltán, grafikusművész
- Sváby Lajos, festőművész

III. fokozat
- Gunda Antal, tervezőgrafikus
- Kumpost Éva, keramikusművész
- Muharos Lajos, ötvösművész
- Rózsa Gyula, művészettörténész
- Somos Miklós, festőművész
- Veres Lajos, formatervező iparművész

## 1972
I. fokozat
- Eigel István, festőművész
- Gerzson Pál, festőművész
- Győri Dezső, szobrászművész
- Szántó Tibor, tipográfus

II. fokozat
- Kóka Ferenc, festőművész
- Pécsi László, textiltervező iparművész

III. fokozat
- Csík István, festőművész
- Hübner Aranka, textiltervező iparművész
- Kántor Lajos, festőművész
- Klimó Károly, festőművész
- Ligeti Erika, szobrászművész
- Lóránt János Demeter, festőművész
- Piros Tibor, tervezőgrafikus
- Rékassy Csaba, grafikusművész

## 1971
I. fokozat
- Aradi Nóra, művészettörténész
- Diósy Antal, festőművész
- Engelsz József, ötvösművész
- Kondor Béla, festőművész, grafikus
- Szántó Piroska, festőművész

II. fokozat
- Kiss Kovács Gyula, szobrászművész
- Luzsicza Lajos, festőművész
- Németh Aladár, formatervező iparművész
- Simon Béla, festőművész

III. fokozat
- Németh Éva, textiltervező iparművész
- Somogyi János, festőművész
- Vasas Károly, szobrászművész

## 1970
I. fokozat
- Kling György, festőművész
- Würtz Ádám, grafikusművész
- Z. Gács György, festőművész, üvegtervező művész

II. fokozat
- Bertalan Vilmos, művészettörténész
- Halmágyi István, szobrászművész
- Kiss Nagy András, szobrászművész
- Németh József, festőművész
- id. Pál Mihály, szobrászművész

III. fokozat
- Bódy Irén, textilművész
- Majoros Hedvig, keramikusművész
- Mózer László, belsőépítész
- Németh János, keramikusművész
- Péri József, ötvösművész

## 1969
I. fokozat
- Duray Tibor festőművész
- Medveczky Jenő festőművész
- Vígh Tamás szobrászművész

II. fokozat
- Kiss Sándor szobrászművész
- Szabó Zoltán festőművész
- Udvardi Erzsébet festőművész

III. fokozat
- Dániel József formatervező iparművész
- Gerzson Pál festőművész
- Szakál Ernő szobrászművész, restaurátorművész
- Varga Imre szobrászművész

## 1968
I. fokozat
- Blaski János, festőművész
- Göllner Miklós, festőművész

II. fokozat
- Berényi Ferenc, festőművész
- Kaján Tibor, grafikusművész, karikaturista
- Kassowitz Félix, grafikusművész, karikaturista
- Konfár Gyula, festőművész
- Németh István, belsőépítész
- Szűr Szabó József grafikusművész, karikaturista

III. fokozat
- Czinke Ferenc, grafikusművész
- Heczendorfer László, belsőépítész
- Juhász Árpád, ötvösművész
- Pásztor Gábor, grafikusművész
- Patay László, festőművész
- Szabó István, szobrászművész
- Szuppán Irén, textilművész

## 1967
I. fokozat
- Balogh István, tervezőgrafikus
- Csohány Kálmán, grafikusművész
- Kántor Andor, festőművész
- Sarkantyu Simon, festőművész

II. fokozat
- Áron Nagy Lajos, festőművész
- Eigel István, festőművész
- Fett Jolán, textilművész
- Gross Arnold, grafikusművész
- Illés Gyula, szobrászművész
- Kass János, grafikusművész
- Ridovics László, festőművész

III. fokozat
- Bodnár János, belsőépítész
- Bozsóki Anna, textilművész
- Ernyei Sándor, tervezőgrafikus
- Hegedűs István, grafikusművész, karikaturista
- Kemény Éva, grafikus
- Kovács László, belsőépítész
- Németh József, festőművész
- Réber László, grafikusművész
- Sós László, tervezőgrafikus
- Várnai György, grafikusművész, karikaturista
- Végvári Gyula, keramikusművész

## 1966
I. fokozat
- Chiovini Ferenc, festőművész
- Feledy Gyula, grafikusművész
- Kokas Ignác, festőművész
- Martsa István, szobrászművész
- Raszler Károly, grafikusművész

II. fokozat
- Majoros János, keramikusművész
- Marosán László, szobrászművész
- Simó József, keramikusművész
- Túry Mária, festőművész
- Würtz Ádám grafikusművész

III. fokozat
- Fekete György, belsőépítész
- Gacs Gábor, grafikusművész
- G. Staindl Katalin, keramikusművész
- Mészáros Dezső, szobrászművész
- Schrammel Imre, keramikusművész
- Stettner Béla, grafikusművész
- Vati József, festőművész

## 1965
I. fokozat
- Frank Frigyes, festőművész
- Máté András, tervezőgrafikus
- Vilt Tibor, szobrászművész

II. fokozat
- Gaubek Júlia, belsőépítész
- Kondor Béla grafikus- és festőművész
- Megyeri Barna, szobrászművész
- Szász Endre, festőművész
- Tamás Endre, festőművész
- Vecsési Sándor, festőművész

III. fokozat
- Garányi József, keramikusművész
- Görög Lajos, tervezőgrafikus
- Gulás Zsuzsa, textilművész
- Kiss Kovács Gyula, szobrászművész
- Kiss Nagy András szobrászművész
- Mánczos József, üvegtervező iparművész
- Szalay Ferenc, festőművész

## 1964
I. fokozat
- Kohán György festőművész
- Molnár Béla textiltervező
- Papp Gábor grafikusművész

II. fokozat
- Gergely István belsőépítész
- Gorka Lívia keramikus
- Segesdi György szobrászművész
- Zala Tibor grafikusművész

III. fokozat
- Csohány Kálmán grafikusművész
- Darvas Árpád grafikusművész
- Engelsz József ötvösművész
- Foky Ottó grafikusművész, bábtervező
- Orosz János festőművész
- Pécsi László textiltervező

## 1963
I. fokozat
- Bartha László festőművész
- Gabriel Frigyes belsőépítész
- Makrisz Zizi festő- és grafikusművész

II. fokozat
- Csernus Tibor festőművész
- Komorcsik János szobrászművész
- Kunt Ernő festő- és grafikusművész
- Sinka Mátyás grafikusművész
- Szurcsik János festőművész

III. fokozat
- Csekovszky Árpád keramikusművész
- Miskolczi László festőművész

## 1962
I. fokozat
- Kiss István szobrászművész
- Martyn Ferenc festő- és grafikusművész
- Schaár Erzsébet szobrászművész

II. fokozat
- Blaski János festőművész
- Kovács Ferenc szobrászművész
- Lukovszky László festőművész

III. fokozat
- Balogh István grafikusművész
- Kerti Károly festő- és grafikusművész
- Mikó Sándor belsőépítész
- Szilvásy Nándor grafikusművész
- Szilvitzky Margit iparművész

## 1961
I. fokozat
- Kalló Viktor szobrászművész
- Miháltz Pál festő- és grafikusművész

II. fokozat
- Aszódi Weil Erzsébet festő- és grafikusművész
- Zelenák Crescencia grafikusművész

III. fokozat
- Csernó Judit festőművész
- Plesnivy Károly textiltervező

## 1960
I. fokozat
- Háy Károly László festő- és grafikusművész
- Herczeg Klára szobrászművész

II. fokozat
- Feledy Gyula grafikusművész
- Madarassy Walter szobrászművész
- Sarkantyu Simon festőművész

III. fokozat
- Bieber Károly iparművész
- Kohán György festőművész
- Kondor Lajos grafikusművész
- Szabó Erzsébet üvegművész

## 1959
I. fokozat
- Raszler Károly grafikusművész

II. fokozat
- Fenyő Andor Endre festőművész
- Jakuba János festőművész
- Juris Ibolya textiltervező

III. fokozat
- Bródy Vera báb- és díszlettervező
- Csillag Vera grafikusművész
- Kunt Ernő festő- és grafikusművész
- Makrisz Zizi festő- és grafikusművész
- Sinka Mátyás grafikusművész

## 1958
I. fokozat
- Tar István szobrászművész

II. fokozat
- Pirk János festőművész
- Szántó Piroska festőművész
- Tóvári Tóth István festőművész

III. fokozat
- Erdős Géza festőművész
- Segesdi György szobrászművész

## 1957
I. fokozat
- Hincz Gyula festő- és grafikusművész
- Martsa István szobrászművész
- Novotny Emil Róbert festőművész

II. fokozat
- Aczél Ilona festőművész
- Báthory Júlia üvegművész
- Laborcz Ferenc szobrászművész
- Lesenyei Márta szobrászművész
- Tevan Margit ötvösművész

III. fokozat
- Blaski János festőművész
- Király József belsőépítész
- Kristóf János festőművész
- Kucs Béla szobrászművész
- Majoros János keramikus
- Máté András grafikusművész
- Novák Lajos festőművész
- Tóth Imre grafikusművész
- Würtz Ádám festő- és grafikusművész
- Zala Tibor grafikusművész

## 1956
I. fokozat
- Fónyi Géza festőművész
- Somogyi József szobrászművész
- Szentiványi Lajos festőművész

II. fokozat
- Z. Gács György festőművész
- Gyenes Tamás szobrászművész
- Holló László festőművész
- Kádár György festő- és grafikusművész
- Kocsis András szobrászművész

III. fokozat
- Áron Nagy Lajos festőművész
- Bángi Mária iparművész
- Kiss István szobrászművész
- Kiss Roóz Ilona keramikus
- Kokas Ignác festőművész
- Kovács Ferenc szobrászművész
- Marton László szobrászművész
- Pekáry István festő- és iparművész
- Rákosi Mátyásné Fenya Kornyilova keramikus
- Toncz Tibor grafikusművész

## 1955
I. fokozat
- Bortnyik Sándor festő- és grafikusművész
- Makrisz Agamemnon szobrászművész
- Szobotka Imre festőművész

II. fokozat
- Bokor Miklós grafikusművész
- Domján József grafikusművész
- Gorka Géza keramikus
- Reich Károly grafikusművész
- Vincze Gergely grafikusművész

III. fokozat
- Biró Iván szobrászművész
- Bolgár József festőművész
- Bótos Sándor Péter festőművész
- Csanády András grafikusművész
- Edinger-Edma Márta karikaturista
- Gross Arnold festő- és grafikusművész
- Juris Ibolya textiltervező
- Mácsai István festőművész
- Móritz Sándor festőművész
- Richter Ilona grafikusművész

## 1954
I. fokozat
- Borsos Miklós szobrászművész
- Fónyi Géza festőművész
- Horváth József festőművész
- Szabó Iván szobrászművész
- Szabó Vladimir festő- és grafikusművész
- Végh Gusztáv grafikusművész

II. fokozat
- Antal Károly szobrászművész
- Elekfy Jenő festő- és grafikusművész
- Grantner Jenő szobrászművész
- Veszprémi Endre festőművész
- Vígh Tamás szobrászművész

III. fokozat
- Kass János grafikusművész
- Nagy Zoltán grafikusművész
- Papp Gábor grafikusművész
- Raszler Károly grafikusművész
- Reich Károly grafikusművész

## 1953
I. fokozat
- Bán Béla festőművész
- Breznay József festőművész (Mácsai Istvánnal megosztva)
- Demjén Attila festőművész
- Mácsai István festőművész (Breznay Józseffel megosztva)

II. fokozat
- Dienes János festőművész
- Kamotsay István szobrászművész
- Makrisz Agamemnon szobrászművész
- Marton László szobrászművész
- Olcsai-Kiss Zoltán szobrászművész
- Szabó Vladimir festő- és grafikusművész

III. fokozat
- Aszódi Weil Erzsébet festő- és grafikusművész
- Bokor Miklós grafikusművész
- Burghardt Rezső festőművész
- Csekei Zoltán festőművész
- Farkas Aladár szobrászművész
- Fónyi Géza festőművész
- Iván Szilárd festő- és grafikusművész
- Kaján Tibor karikaturista

## 1952
I. fokozat
- Domanovszky Endre festőművész
- Somogyi Árpád szobrászművész
- Szentgyörgyi Kornél festőművész

II. fokozat
- Berény Róbert festő- és grafikusművész
- Demjén Attila festőművész
- Edvi Illés Aladár festőművész
- Herman Lipót festőművész
- Hincz Gyula festő- és grafikusművész
- Kerényi Jenő szobrászművész

III. fokozat
- Bánhidi Andor festő- és grafikusművész
- Csabai Kálmán festőművész
- Csernus Tibor festőművész
- Gönczi-Gebhardt Tibor grafikusművész
- Kolozsvári Pál grafikusművész
- Lukovszky László festő- és grafikusművész
- Marton László szobrászművész
- Rózs János festőművész
- Szabó Lajos festőművész
- Szűr Szabó József festő és grafikus
- Várady Sándor szobrász
- Veress Géza festő

## 1950
I. fokozat
- Beck András szobrászművész
- Ék Sándor festő- és grafikusművész
- Pór Bertalan festőművész

II. fokozat
- Bán Béla festőművész
- Benedek Jenő, idősebb festőművész
- Berény Róbert festő- és grafikusművész
- Bernáth Aurél festő- és grafikusművész
- Csekei Zoltán festőművész
- Farkas Aladár szobrászművész
- Felekiné Gáspár Anni festőművész

III. fokozat
- Dobroszláv Lajos festőművész
- Félegyházi László festőművész
- Imre István festőművész
- Kerényi Jenő szobrászművész
- Kurucz D. István festőművész
- Scholz Erik festőművész
- Szabó Iván szobrászművész
- Szentiványi Lajos festőművész
- Szilágyi Jolán grafikusművész
- Tar István szobrászművész
- Vén Emil festőművész